# Nemanja Vranješ
Pour les articles homonymes, voir Vranješ.
Nemanja Vranješ (en serbe : Немања Врањеш), né le 11 mai 1988, à Sanski Most, en Bosnie-Herzégovine, est un joueur monténégrin de basket-ball. Il évolue au poste d'arrière.

## Palmarès
- Finaliste des Jeux des petits États d'Europe 2017
- Champion du Monténégro 2017, 2018
- Coupe du Monténégro 2017